# Pahajärvi (Junosuando socken, Norrbotten)
Pahajärvi är en sjö i Pajala kommun i Norrbotten och ingår i Torneälvens huvudavrinningsområde.